# San José Providencia
San José Providencia är en ort i Mexiko.   Den ligger i kommunen Ixtacamaxtitlán och delstaten Puebla, i den sydöstra delen av landet, 130 km öster om huvudstaden Mexico City. San José Providencia ligger 2 594 meter över havet och antalet invånare är 116.
Terrängen runt San José Providencia är kuperad, och sluttar österut. Runt San José Providencia är det ganska tätbefolkat, med 62 invånare per kvadratkilometer. Närmaste större samhälle är Chignahuapan, 18,5 km nordväst om San José Providencia. Trakten runt San José Providencia består i huvudsak av gräsmarker.